# Stepan Petruszewycz

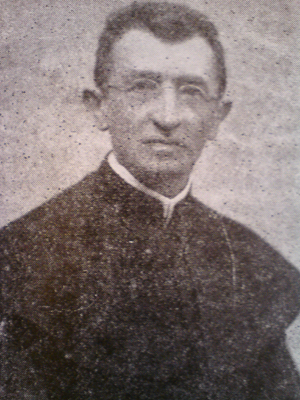

Stepan Petruszewycz lub Stefan Petruszewycz (ur. 1855 w Busku, zm. 13 stycznia 1920 w Słobidce) – ksiądz greckokatolicki, ukraiński działacz społeczny.
Brat Jewhena Petruszewycza. W latach 1918–1919 delegat powiatu radziechowskiego do Ukraińskiej Rady Narodowej. Kapelan polowy Ukraińskiej Armii Halickiej. Zmarł na tyfus w czasie okrążenia oddziałów Armii Ukraińskiej Republiki Ludowej przez bolszewików.